# Sokol International Racetrack
Sokol International Racetrack je závodní motoristický okruh vzdálený 76 km severozápadně od Almaty v Kazachstánu. Okruh dlouhý 4,495 km navrhl Hermann Tilke.

## Historie
V červenci 2012 oznámil kazašský podnikatel Alijan Ibragimov plány na výstavbu motoristického areálu za 40 milionů dolarů na okraji Almaty, největšího města Kazachstánu, jehož výstavba měla začít v září. Jako konzultanti byli přizváni zástupci společnosti RacingLoop a Hermann Tilke byl pověřen návrhem okruhu, který měl přilákat mistrovství světa silničních motocyklů a Deutsche Tourenwagen Masters, nicméně k zahájení výstavby došlo až v roce 2014.
V roce 2016 byla za účasti Jorge Lorenza otevřena motokárová dráha a drag strip. Začátkem roku 2019 výstavba pokročila až k instalaci elektroniky a časomíry, než se kvůli politickým problémům zastavila.
Dne 27. září 2022 bylo oznámeno, že okruh bude hostit motocyklovou Velkou cenu Kazachstánu nejméně do roku 2028, počínaje rokem 2023, nicméně kvůli probíhajícím homologačním pracím na okruhu, spojeným s globálními provozními problémy, se očekávalo, že první podnik mistrovství světa silničních motocyklů v Kazachstánu bude posunut na rok 2024.